# Partit de la Unitat Nacional
El Partit de la Unitat Nacional (hebreu: המחנה הממלכתי, HaMaḥane HaMamlakhti‎) fou una coalició política israeliana formada pels partits Blau i Blanc de Benny Gantz, l'ex-comandant en Cap de les Forces de Defensa d'Israel Gadi Eizenkot i el parlamentari Matan Kahana.
La coalició fou creada per tal de participar en les eleccions legislatives d'Israel de 2022. Fou part del govern d'Israel, liderat per Binyamín Netanyahu, de l'octubre de 2023 al juny de 2024 durant la guerra contra Hamàs. Inicialment, el partit Nova Esperança de Gideon Sa'ar també formava part de l'aliança, però l'abandonà el març de 2024.

## Història
Benny Gantz i Gideon Sa'ar van anunciar una aliança entre els seus dos partits el 10 de juliol de 2022 que inicialment es va anomenar Blau i Blanc - Nova Esperança, i que tenia la intenció de concórrer a les eleccions de novembre de 2022. A l'aliança s'hi van unir l'antic cap de l'estat major de les FDI Gadi Eizenkot i l'antic diputat de Yamina Matan Kahana el 14 d'agost, moment en què va passar a anomenar-se Partit de la Unitat Nacional. La diputada de Yamina Shirly Pinto es va unir al partit el 22 d'agost. Després de les eleccions, el partit es va mantindre a l'oposició fins als atacs terroristes de Hamàs l'octubre de 2023 que van provocar l'inici d'una guerra entre Israel i Hamàs, moment en què cinc membres de la coalició (Benny Gantz, Gadi Eizenkot, Gideon Sa'ar, Hili Tropper i Yifat Shasha-Biton) van entrar al govern de Binyamín Netanyahu com a ministres sense cartera.
El 12 d'octubre de 2023 el Partit de la Unitat Nacional va anunciar que formaria un gabinet de guerra amb el Likkud en resposta als atacs del 7 d'octubre a Israel que van desencadenar la guerra contra Hamàs. Cinc membres de la coalició (Benny Gantz, Gadi Eizenkot, Gideon Sa'ar, Hili Tropper i Jifat Xaixa-Biton) van entrar al govern de Binyamín Netanyahu com a ministres sense cartera. El 12 de març de 2024, el partit Nova Esperança va anunciar que deixava la coalició i el seu líder Gideon Sa'ar va demanar d'entrar al gabinet de guerra. Sa'ar considerava que els representants del partit al gabinet de guerra no transmetien el seu missatge. En un context d'inestabilitat, pressions i apogeu de les mobilitzacions socials, el 17 de juny de 2024 Netanyahu va dissoldre el gabinet de guerra després de les pressions ultres dins del Govern i la dimissió del ministre de guerra Gantz.
L'aliança es va dissoldre en juliol de 2025 després de la marxa d'Eizenkot i Kahana.

## Composició
| Nom | Nom                      | Líder       | Ideologia                  | Posició | Diputats |
| --- | ------------------------ | ----------- | -------------------------- | ------- | -------- |
|     | Resiliència per a Israel | Benny Gantz | Sionisme, Socioliberalisme | Centre  | 6 / 120  |
|     | Independents             |             |                            |         | 2 / 120  |

### Antics membres
| Nom | Nom            | Líder        | Ideologia                      | Posició             | Etapa              |
| --- | -------------- | ------------ | ------------------------------ | ------------------- | ------------------ |
|     | Nova Esperança | Gideon Sa'ar | Sionisme, nacional liberalisme | Centredreta a Dreta | 2022- març de 2024 |

## Resultats electorals
| Any  | Líder       | Vots    | %    | Escons   | +/– | Govern             |
| ---- | ----------- | ------- | ---- | -------- | --- | ------------------ |
| 2022 | Benny Gantz | 432.381 | 9,08 | 12 / 120 | 2   | Oposició (2022-23) |
| 2022 | Benny Gantz | 432.381 | 9,08 | 12 / 120 | 2   | Coalició (2023-24) |
| 2022 | Benny Gantz | 432.381 | 9,08 | 12 / 120 | 2   | Oposició (2024-)   |

## Líders
|   | Líder | Líder       | Inici | Final        |
| - | ----- | ----------- | ----- | ------------ |
| 1 |       | Benny Gantz | 2022  | En el càrrec |